# Argentiniens Sportler des Jahres
Argentiniens Sportler des Jahres (span. Premios Olimpia) ist eine der wichtigsten Sportauszeichnungen in Argentinien, die jährlich seit 1954 vom Sportjournalistenverband von Buenos Aires (span. Círculo de Periodistas Deportivos de Buenos Aires) an den besten Athleten des Landes vergeben wurde. Bis 1970 erhielt nur ein Sportler jährlich diese Auszeichnung. Seitdem werden die besten Sportler aus jeder Disziplin mit dem silbernen Preis Olimpia de Plata ausgezeichnet. Aus diesen werden die Goldsieger (Olimpia de Oro) ausgewählt.

## Geschichte
Als erster erhielt den Preis der Rennfahrer Juan Manuel Fangio. Vergeben wurden bisher die Preise Olimpia de Plata, Olimpia de Oro und Olimpia de Platino. Diego Maradona erhielt als einziger den Platinpreis, nachdem er als bester Sportler des 20. Jahrhunderts ausgezeichnet wurde. Olimpia de Oro wurde bisher nur einmal an ein Team vergeben, als 2000 die argentinische Frauenauswahl im Hockey (auch bekannt als Las Leonas) ausgezeichnet wurde.

## Sieger

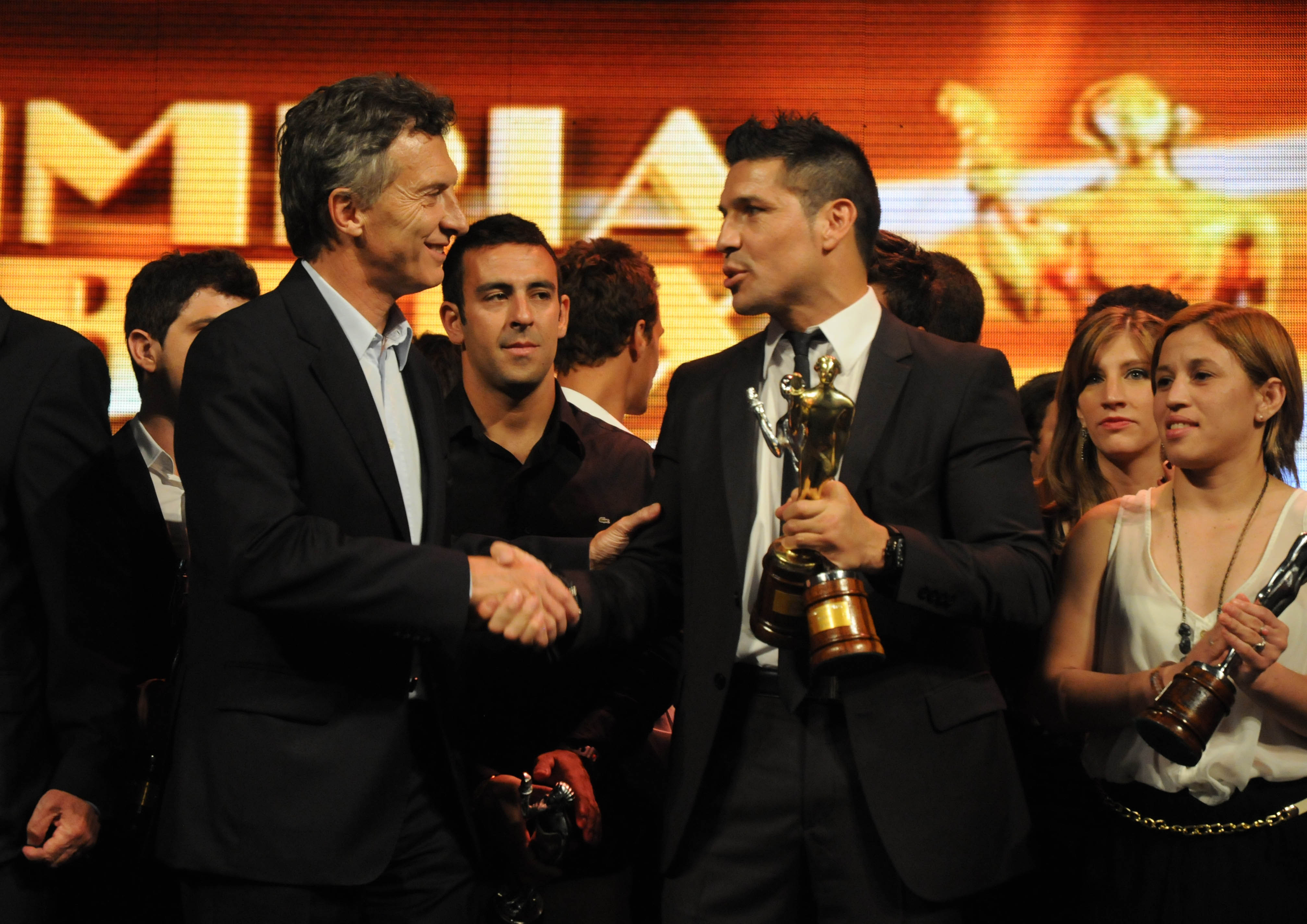
Mauricio Macri gratuliert Sergio Martínez bei der Verleihung des Olimpia de Oro 2012

| Jahr | Sieger                 | Sportart       |
| ---- | ---------------------- | -------------- |
| 1954 | Juan Manuel Fangio     | Automobilsport |
| 1955 | Pascual Pérez          | Boxen          |
| 1956 | Jorge Bátiz            | Radsport       |
| 1957 | Pedro Dellacha         | Fußball        |
| 1958 | Osvaldo Suárez         | Leichtathletik |
| 1959 | Luis Federico Thompson | Boxen          |
| 1960 | Rodolfo Hossinger      | Segelflug      |
| 1961 | Luis Alberto Nicolao   | Schwimmsport   |
| 1962 | Norma Baylon           | Tennis         |
| 1963 | Juan Carlos Dyrzka     | Leichtathletik |
| 1964 | Carlos Moratorio       | Pferdesport    |
| 1965 | Bernardo Otaño         | Rugby          |
| 1966 | Horacio Accavallo      | Boxen          |
| 1967 | Roberto DeVicenzo      | Golf           |
| 1968 | Nicolino Locche        | Boxen          |
| 1969 | Alberto Demiddi        | Rudern         |
| 1970 | Roberto DeVicenzo      | Golf           |
| 1971 | Alberto Demiddi        | Rudern         |
| 1972 | Carlos Monzón          | Boxen          |
| 1973 | Horacio Iglesias       | Schwimmsport   |
| 1974 | Guillermo Vilas        | Tennis         |
| 1975 | Guillermo Vilas        | Tennis         |
| 1976 | Juan Carlos Harriott   | Polo           |
| 1977 | Guillermo Vilas        | Tennis         |
| 1978 | Daniel Martinazzo      | Rollhockey     |
| 1979 | Diego Maradona         | Fußball        |
| 1980 | Sergio Víctor Palma    | Boxen          |
| 1981 | Marcelo Alexandre      | Radsport       |
| 1982 | Santos Laciar          | Boxen          |
| 1983 | Santos Laciar          | Boxen          |
| 1984 | Santos Laciar          | Boxen          |
| 1985 | Hugo Porta             | Rugby          |
| 1986 | Diego Maradona         | Fußball        |
| 1987 | Gabriela Sabatini      | Tennis         |
| 1988 | Gabriela Sabatini      | Tennis         |
| 1989 | Eduardo Romero         | Golf           |
| 1990 | Pedro Décima           | Boxen          |
| 1991 | Oscar Ruggeri          | Fußball        |
| 1992 | Diego Degano           | Schwimmsport   |
| 1993 | Marcelo Milanesio      | Basketball     |
| 1994 | Julio César Vásquez    | Boxen          |
| 1995 | Nora Vega              | Skating        |
| 1996 | Carlos Espínola        | Windsurfen     |
| 1997 | José Meolans           | Schwimmsport   |
| 1998 | Andrea González        | Skating        |
| 1999 | Gonzalo Quesada        | Rugby          |
| 2000 | Las Leonas             | Feldhockey     |
| 2001 | José Cóceres           | Golf           |
| 2002 | Cecilia Rognoni        | Feldhockey     |
| 2003 | Emanuel Ginóbili       | Basketball     |
| 2004 | Emanuel Ginóbili       | Basketball     |
| 2004 | Carlos Tévez           | Fußball        |
| 2005 | David Nalbandian       | Tennis         |
| 2006 | Germán Chiaraviglio    | Leichtathletik |
| 2007 | Ángel Cabrera          | Golf           |
| 2008 | Juan Esteban Curuchet  | Radsport       |
| 2008 | Walter Pérez           | Radsport       |
| 2009 | Juan Martín del Potro  | Tennis         |
| 2010 | Luciana Aymar          | Feldhockey     |
| 2011 | Lionel Messi           | Fußball        |
| 2012 | Sergio Martínez        | Boxen          |
| 2013 | Marcos Maidana         | Boxen          |
| 2014 | Adolfo Cambiaso        | Polo           |
| 2015 | Paula Pareto           | Judo           |
| 2016 | Juan Martín del Potro  | Tennis         |
| 2017 | Delfina Pignatiello    | Schwimmsport   |
| 2018 | Agustín Canapino       | Automobilsport |
| 2019 | Luis Scola             | Basketball     |
| 2020 | Diego Schwartzman      | Tennis         |
| 2021 | Lionel Messi           | Fußball        |
| 2022 | Lionel Messi           | Fußball        |
| 2023 | Lionel Messi           | Fußball        |
| 2023 | Belén Casetta          | Leichtathletik |
| 2024 | Emiliano Martínez      | Fußball        |
| 2024 | Franco Colapinto       | Automobilsport |